# In Abhorrence Dementia
In Abhorrence Dementia è il secondo album della symphonic black metal band Limbonic Art, pubblicato nel 1997 e prodotto dalla Nocturnal Art Productions.

## Tracce
1. In Abhorrence Dementia – 7:25
2. A Demonoid Virtue – 7:40
3. Descend to Oblivion (Traccia bonus della ripubblicazione del 2001) – 5:31
4. A Venomous Kiss of Profane Grace – 7:05
5. When Mind and Flesh Departs – 7:38
6. Deathtrip to a Mirage Asylum – 12:13
7. Under Burdens of Life's Holocaust – 6:26
8. Abyssmal Necromancy (Traccia bonus della ripubblicazione del 2001) – 6:55
9. Oceania – 0:43
10. Behind the Mask Obscure – 7:14
11. Misanthropic Spectrum – 7:15

## Formazione
- Vidar "Daemon" Jensen - voce, chitarra
- Krister "Morpheus" Dreyer - voce, chitarra, tastiere
- Anne "Morgana" Aasebø - voce
- Peter Lundell - produzione